# Гаврилов, Николай Васильевич (физик)
Николай Васильевич Гаврилов (род. 5 января 1949 года) — советский и российский физик, член-корреспондент РАН (2011).
Заведующий лабораторией пучков частиц, заместитель директора по научной работе Института электрофизики УрО РАН.

## Научная деятельность
Основные научные результаты:
- разработаны источники широких (сотни см².) и ленточных (0,7 м) ионных пучков на основе самостоятельных и несамостоятельных форм тлеющего и дугового разрядов с параметрами, обеспечивающими эффективную ионно-лучевую модификацию металлических материалов;
- разработан плазменный катод с сеточной стабилизацией на основе тлеющего разряда, функционирующий при повышенных давлениях газа (до 10 Па) и низких напряжениях извлечения электронов (~100 В) для замещения термоэмиссионного катода в технологических процессах;
- разработаны научные основы применения низкоэнергетических электронных пучков (сотни эВ), генерируемых в системах с плазменным катодом, в технологиях модификации материалов: для получения алмазоподобных покрытий, для плазменного азотирования сталей и сплавов, для вакуумно-плазменного нанесения покрытий с ионным сопровождением.

Член Научного совета РАН по проблеме «Релятивистская сильноточная электроника и пучки заряженных частиц», член объединённого Научного совета УрО РАН по физико-техническим наукам, член диссертационного совета ИЭФ УрО РАН, эксперт РФФИ и ОАО «Роснано», член Программных комитетов международных конференций.

## Награды
- Медаль ордена «За заслуги перед Отечеством» 2 степени (6 августа 2025 года) — за вклад в развитие науки и многолетнюю добросовестную работу[3];
- Заслуженный деятель науки Российской Федерации (2011)[4]
- Премия имени члена-корреспондента М. Н. Михеева (УрО РАН, за 2010 год) — за цикл работ «Исследования и разработки вакуумно-плазменных технологий для полезной модификации поверхности материалов и изделий нанесением алмазоподобных покрытий и пучками ионов»[5]